# Orlando Patterson
Orlando Patterson (nascido em 5 de junho de 1940) é um sociólogo histórico e cultural americano nascido na Jamaica, conhecido por seu trabalho sobre questões raciais nos Estados Unidos, bem como sobre a sociologia do desenvolvimento. Ele é professor da Universidade de Harvard. Seu livro Liberdade, Volume Um ou Liberdade na Produção da Cultura Ocidental (1991), ganhou o National Book Award dos Estados Unidos para Não-ficção.

## Infância e educação
Patterson nasceu em Westmoreland, Jamaica, e cresceu em Clarendon Parish, na pequena cidade de May Pen. Ele frequentou a escola primária lá, depois se mudou para Kingston para estudar no Kingston College. Ele obteve o bacharelado em Economia pela University of the West Indies, Mona, em 1962, e seu doutorado em Sociologia na London School of Economics em 1965. Seu orientador de dissertação foi David Glass. Ele também escreveu para a recém-fundada New Left Review, seu primeiro trabalho sendo "The Essays of James Baldwin" em 1964. Enquanto em Londres, ele foi associado ao Movimento de Artistas do Caribe, cuja segunda reunião, em janeiro de 1967, foi realizada no apartamento dos Pattersons no norte de Londres.

## Carreira
No início de sua carreira, Patterson se preocupou com o desenvolvimento econômico e político de seu país natal, a Jamaica. Ele serviu como conselheiro especial de Michael Manley, primeiro-ministro da Jamaica, de 1972 a 1979.
Patterson é conhecido por seu trabalho sobre a relação entre escravidão e morte social, no qual ele trabalhou extensivamente e escreveu vários livros.
Patterson atualmente ocupa a cadeira John Cowles em Sociologia na Universidade de Harvard .
Em 2020, ele foi nomeado membro da Ordem de Mérito, a terceira maior homenagem nacional da Jamaica.

## Associações profissionais
- Membro da Academia Americana de Artes e Ciências
- Membro, American Sociological Association